# Guillermo Bianchi
Guillermo Bianchi, más conocido por su seudónimo Shanty (Molina, 31 de mayo de 1897-Santiago, 1961), fue un diplomático, periodista y escritor chileno.

## Biografía
Guillermo Bianchi fue hijo ilegítimo, no reconocido, de Eliodoro Yáñez quien, casado con Rosalía Bianchi Tupper, sedujo a su sobrina adolescente Olga Bianchi Agüero, hija de su cuñado Luis Bianchi Tupper, la que vivía en casa de su abuela, Flora Tupper. La historia la relata Gonzalo Figueroa Yáñez en su libro Memorias de mis últimos 200 años.
Estudió en el Instituto Nacional. En 1918 entró en la redacción de El Mercurio, fue secretario de redacción y director interino de Las Últimas Noticias, periódico en el que escribió también crítica literaria. Perteneció al Club de Estudiantes y al Ateneo hasta que en 1921 fue nombrado cónsul de Chile en Argentina.
Ocupó ese cargo en ciudades tanto de ese país —en Salta (1921) y Mendoza (1930)— como de otros de América Latina: Guayaquil (1922), Lima (1948-1951), Río de Janeiro —donde fue cónsul general y consejero económico a finales de los años treinta-principios de los cuarenta, primero cuando estaba de embajador Mariano Fontecilla Varas y después, el futuro presidente de Chile Gabriel González Videla— y São Paulo, ciudad esta última donde publicaba la revista Chile, desde cuyas páginas —como consignaba en 1929 el mensuario Letras— "además de las informaciones de comercio y propaganda de salitre y turismo" de Chile, daba a conocer a los escritores de su país "publicando versos de todas las épocas de nuestra literatura, y cuentos de los autores más modernos, estos últimos cuidadosamente traducidos al portugués".
En 1945 fue nombrado cónsul general en México y, dos años más tarde, encargado de negocios en Costa Rica. Fue miembro, como relator, de la comisión mediadora para evitar una batalla por San José durante el conflicto costarricense de 1948 y director del departamento de Política Comercial del Ministerio de Relaciones Exteriores.
Después de siete años de matrimonio con Filomena Droguett Córdova, nació en Salta, a fines de 1924, su única hija, Olga Bianchi, feminista y defensora de derechos humanos chileno-costarricense que llegaría a ser vicepresidenta de la Liga Internacional de Mujeres por la Paz y la Libertad (LIMPAL). Dos años después la pareja se separaría.
Cultivó el cuento y el teatro. Su primer libro publicado fue El cura sentimental, recopilación de 22 relatos aparecida en 1918.
Al año siguiente, la Compañía de Pedro Sienna estrena Pecado de juventud, pieza "que para la época fue un escándalo", según afirma Mario Cánepa en su Historia del teatro chileno. A esta obra de teatro le sigue en 1920 Los precursores, "centrada en la actualidad de la Federación de Estudiantes" y cuyo nombre después cambiaría y pasaría a llamarse Los sacrificados.
Guillermo Bianchi publicaría otros dos libros de relatos antes de que una enfermedad, a principios de los años cincuenta, le postrara en cama y lo obligara a abandonar tanto el cuerpo diplomático como la literatura. La peruana Chela Higginson, a quien conoció siendo cónsul general en Lima, lo acompañaría durante toda su larga enfermedad.

## Obras
- El cura sentimental. Cuentos de la vida provinciana y santiaguina Imprenta y Encuadernación Claret / Gálvez, 1918
- Pecado de juventud, teatro, pieza estrenada en 1919 por la Compañía de Pedro Sienna
- Los precursores, teatro, 1920 (el título de esta obra fue cambiado después a Los sacrificados)
- Aquella mujer era así, teatro, 1920
- La suegra ideal, teatro, 1921
- Águila renga, comedia política escrita con Juan Carlos Dávalos; J. Roldán y Cia., 1928
- Apuntes provincianos, Editorial Nascimento, Santiago/Concepción, 1929. Contiene 12 textos, entre ellos, una comedia:
  - Una primera actriz, Un gran amor cinematográfico, La del mal paso, Carnaval provinciano, La mosca blanca, Las Valencia, Los Rockefeller, Las viudas de sus novios, El buen tiral, Un cínico, Ana María, y la comedia en tres actos La tradición que se va
- Amor, Zig-Zag, 1933. Contiene 14 relatos:
  - Mercedes, El encanto del mar, Tiple de bataclán, La lauchita mojada, Mi amiga holandesa, Ladrón, El primer frac, Palabra de honor, Rina, Morena y enamorada, La dama elegante del remate, Un simple recuerdo, Del tiempo viejo y Muy modernas